# Kisbeszterce, Baranya
Kisbeszterce este un sat în districtul Hegyhát, județul Baranya, Ungaria, având o populație de 91 de locuitori (2011). 

## Demografie
Componența etnică a satului Kisbeszterce
     Maghiari (95,45%)
     Romi (4,55%)
Componența confesională a satului Kisbeszterce
     Romano-catolici (85,71%)
     Fără religie (5,49%)
     Necunoscută (8,79%)
Conform recensământului din 2011, satul Kisbeszterce avea 91 de locuitori. Din punct de vedere etnic, majoritatea locuitorilor (95,45%) erau maghiari, cu o minoritate de romi (4,55%).  Din punct de vedere confesional, majoritatea locuitorilor (85,71%) erau romano-catolici, cu o minoritate de persoane fără religie (5,49%). Pentru 8,79% din locuitori nu este cunoscută apartenența confesională.